# Giuseppe Torquato Gargani

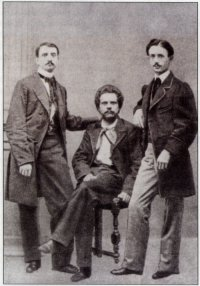
(od lewej) Giuseppe Torquato Gargani, Giosuè Carducci, Giuseppe Chiarini

Giuseppe Torquato Gargani (ur. 12 lutego 1834 we Florencji, zm. 29 marca 1862 w Faenzy) – włoski poeta.

## Życiorys
Do egzaminów maturalnych przystąpił w rodzinnej Florencji, w szkole prowadzonej przez pijarów. Tam poznał przyszłego noblistę Giosuè Carducciego, z którym połączyła go dozgonna przyjaźń. W latach 1853–1856 zarabiał w Faenzy jako preceptor hrabiego Pierina Laderchiego. 
Wraz z Carduccim, Giuseppe Chiarinim i Ottavianem Targionim Tozzettim Gargani był członkiem nieformalnego stowarzyszenia literackiego „Przyjaciele Pedanci”, którego nazwę sam wymyślił. Głównym celem tego stowarzyszenia była walka z romantycznym nurtem poezji włoskiej i obrona estetyki klasycznej. Kiedy w roku 1856 poeta romantyczny Braccio Bracci wydał tomik wierszy Fiori e Spine (Kwiaty i ciernie) poprzedzony pochwalnym listem Francesca Domenica Guerrazziego, Gargani opublikował zjadliwą krytykę Di Braccio Bracci e degli altri poeti nostri odiernissimi, diceria di G.T. Garganiego, a spese degli amici pedanti (O Braccio Braccim i innych naszych poetach czasów najnowszych rozprawa Giuseppe Torquata Garganiego, wydana sumptem „Przyjaciół Pedantów”). Tekst ten wywołał burzliwą dyskusję prasową. W artykułach i karykaturach wykpiwano zarówno poglądy Garganiego, jak i jego wygląd - poeta na skutek choroby wyłysiał w dzieciństwie i zawsze nosił perukę. Obszerna replika Garganiego Giunte alla derrata (Dodatki do wypowiedzi) nie wzbudziła jednak równie gwałtownych reakcji, zwłaszcza że wstęp do tej polemiki napisał Carducci, którego twórczość cieszyła się coraz większym uznaniem. 
W latach 1856–1858 Gargani ponownie zatrudnił się jako prywatny nauczyciel, tym razem w Montegemoli, ale już w następnych latach podjął intensywną działalność polityczną. Ochotniczo uczestniczył w wojnie francusko-austriackiej i został skazany na miesiąc więzienia za domaganie się od tymczasowego rządu Toskanii prawa wyborczego dla żołnierzy. Następnie, wspierając Garibaldiego, przyłączył się do wyprawy tysiąca. W roku 1860 podjął pracę w liceum w Faenzy jako nauczyciel włoskiego, łaciny i greki. Również w Faenzy wydał w roku 1861 tom Versi (Wiersze) zawierający dziesięć sonetów, dwie canzony i jedną sielankę. 
W życiu prywatnym związał się z siostrą poety i tłumacza Enrica Nencioniego, ta jednak po długim narzeczeństwie zerwała zaręczyny. Zmarł na gruźlicę pielęgnowany w ostatnich tygodniach przez Carducciego, który pożegnał przyjaciela wzniosłym nekrologiem i serdecznym opisem w Risorse di San Miniato al Tedesco (Wspominki z San Miniato al Tedesco).